# 明田川融
明田川 融（あけたがわ とおる、1963年 - ）は、日本の政治学者。専門は日本政治史、日本外交史。法政大学法学部教授。日米地位協定研究の第一人者。

## 略歴
新潟県加茂市出身。1997年法政大学大学院社会科学研究科政治学専攻博士課程修了。法政大学の非常勤講師などを経て、2017年法政大学法学部政治学科教授。2018年ゼミを開設。
『日米地位協定　その歴史と現在（いま）』で、第36回（2018年度）櫻田會奨励賞を受賞。

## 著書
- 『日米行政協定の政治史-日米地位協定研究序説ー』(法政大学出版局，1999年)
- 『各国間地位協定の適用に関する比較論考察』(内外出版，2003年，本間浩 ほか共著)
- 『沖縄基地問題の歴史-非武の島、戦の島ー』(みすず書房，2008年)
- 『占領期年表 1945-1952年:沖縄・憲法・日米安保』 (「戦後再発見」双書 資料編，創元社，2015年)
- 『日米地位協定-その歴史と現在-』(みすず書房，2017年)

## 訳書
- ジョン・ハーシー『ヒロシマ 増補版』(法政大学出版局，2003年、新版2014年)。石川欣一・谷本清訳を増補
- 『占領軍対敵諜報活動―第441対敵諜報支隊調書』(訳・解説、現代史料出版，2004年)
- 浅野豊美『故郷へ―帝国の解体・米軍が見た日本人と朝鮮人の引揚げ』(現代史料出版，2007年)
- ジョン・ダワー『昭和-戦争と平和の日本-』(みすず書房，2010年)、監訳
- ジョン・ダワー／ガヴァン・マコーマック『転換期の日本へ 「パックス・アメリカーナ」か「パックス・アジア」か』(NHK出版新書，2014年)。吉永ふさ子共訳

## 映画出演
- 戦車闘争 (映画) - （2020年12月公開 ドキュメンタリー映画[4]）